# Bolbocerosoma pusillum
Bolbocerosoma pusillum är en skalbaggsart som beskrevs av Dawson och Mccolloch 1924. Bolbocerosoma pusillum ingår i släktet Bolbocerosoma och familjen Bolboceratidae. Utöver nominatformen finns också underarten B. p. townesi.